# SimPark
 (janvier 2015).
Si vous disposez d'ouvrages ou d'articles de référence ou si vous connaissez des sites web de qualité traitant du thème abordé ici, merci de compléter l'article en donnant les références utiles à sa vérifiabilité et en les liant à la section « Notes et références ».
SimPark est un jeu vidéo de simulation publié par Maxis en 1996. Le principe du jeu est de bâtir un parc naturel où le joueur doit en gérer la construction, les visiteurs et l'écosystème. De nombreuses variétés de plantes et d'animaux sont disponibles. Celles-ci se peuvent se reproduire, s'étendre ou disparaitre sous la pression d'autres espèces prédatrices.
Ce jeu est destiné aux enfants plus qu'à des joueurs chevronnés, certains le considèrent comme une version simplifiée de SimIsle.